# Teatrul Național „Vasile Alecsandri” din Iași

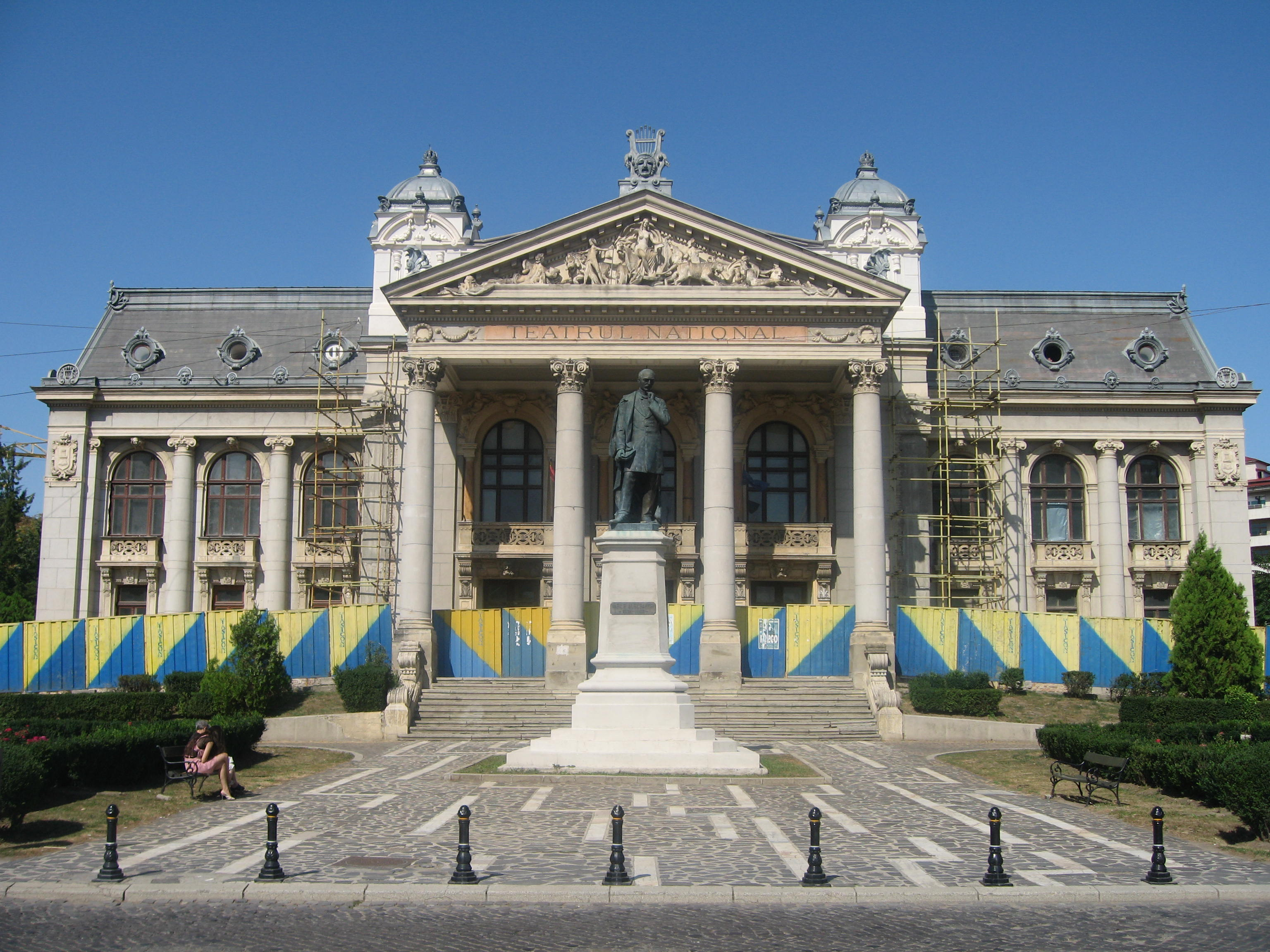
Teatrul Naţional „Vasile Alecsandri” din Iaşi. În fața teatrului, este amplasată statuia lui Vasile Alecsandri.

Teatrul Național „Vasile Alecsandri” din Iași este o instituție publică culturală, aflată în subordinea Ministerului Culturii și Cultelor, fiind cel mai vechi Teatru Național din România. Clădirea Teatrului Național din Iași este înscrisă în Lista monumentelor istorice, având cod LMI IS-II-a-A-03735.
Între clădirea Teatrului Național „Vasile Alecsandri” și Catedrala Mitropolitană se întinde o minunată esplanadă.

## Istoricul clădirii
Înființat în 1840, sub direcțiunea lui Costache Negruzzi, Vasile Alecsandri și Mihail Kogălniceanu, conducerea trupei românești fiind asigurată de Costache Caragiali, Teatrul Național a funcționat din 22 decembrie 1846 în noua sală a Teatrului cel Mare de la Copou.
În noaptea de 17 spre 18 februarie 1888, în urma unui incendiu devastator, clădirea Teatrului de la Copou este distrusă. Demersurile pentru construirea unui nou local de teatru au durat până în 1894 când este aprobat contractul cu arhitecții vienezi Fellner și Helmer.

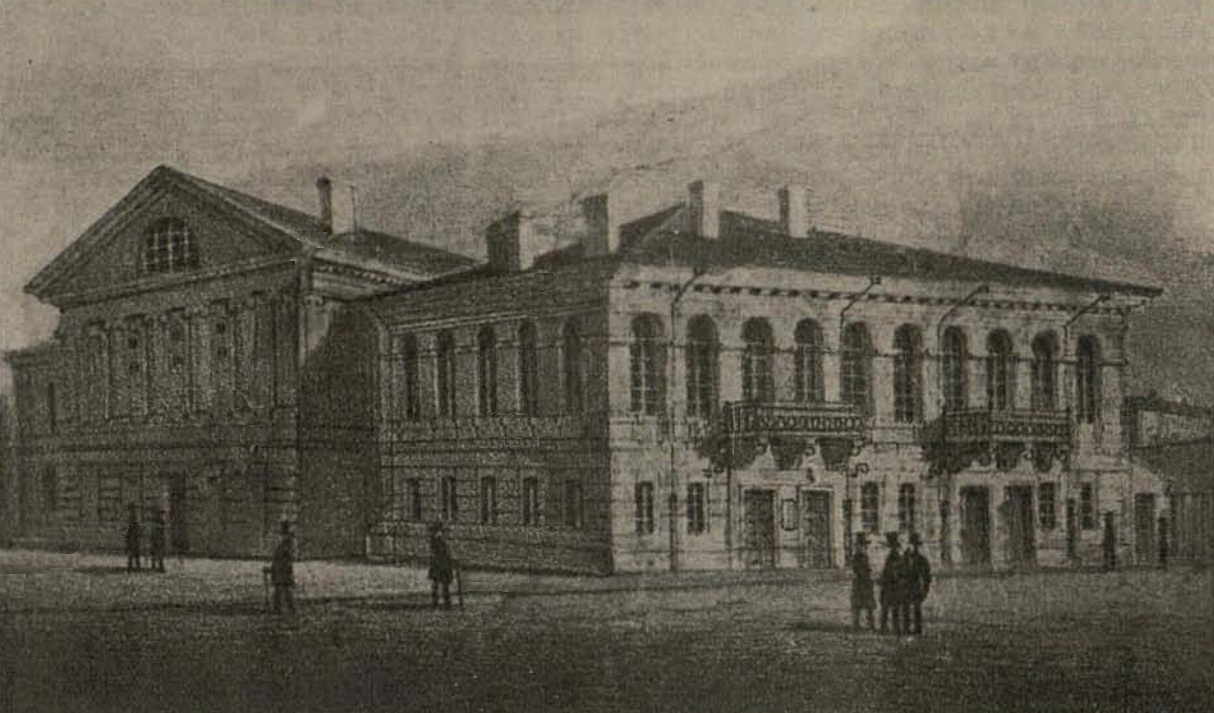
Vechea clădire a Teatrului Naţional din Iaşi (de la Copou), distrusă de un incendiu în 1888.

Actuala clădire a fost construită pe locul vechii primării,
între anii 1894 și 1896, fiind considerată a fi cel mai vechi și cel mai frumos lăcaș de acest gen din țară. La 1 decembrie 1896, clădirea Teatrului Național a fost inaugurată de primarul Nicolae Gane.
Planurile clădirii aparțin celebrilor arhitecți vienezi Fellner și Helmer, ce au proiectat construcții similare din Viena, Praga, Odessa, Zürich.
Inaugurată odată cu teatrul, uzina electrică a acestuia a marcat începutul iluminatului electric la Iași.
În anul 1956, cu prilejul aniversării a 140 de ani de la primul spectacol în limba română, teatrul ieșean primește numele marelui poet, dramaturg și om de cultură Vasile Alecsandri (1821 - 1890).

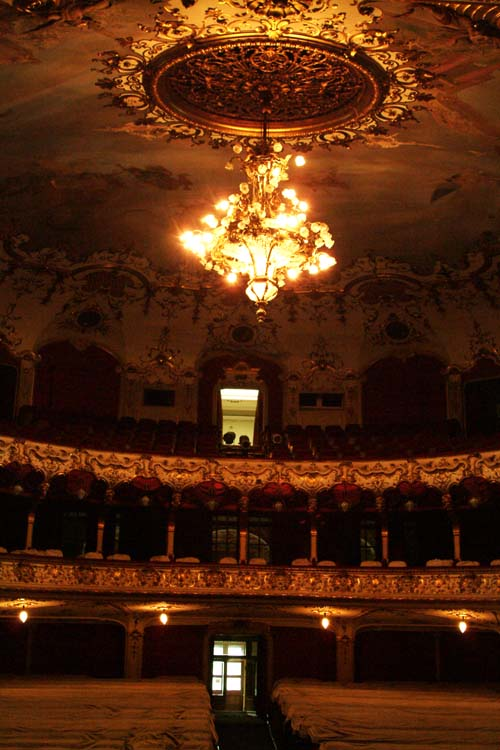
Interiorul Teatrului Naţional "Vasile Alecsandri" din Iaşi

Clădirea Teatrului Național este o veritabilă bijuterie arhitectonică adăpostind adevărate monumente de artă: Cortina pictată în 1896 de meșterul vienez M. Lenz și terminată de unul din discipoli, prezintă în centru o alegorie a vieții, cu cele trei vârste, iar în dreapta, alegoria Unirii Principatelor Române (Moldova, Transilvania și Țara Românească); Cortina de fier, pictată de Al. Goltz, cu motive ornamentale dispuse simetric, separă etanș scena de restul sălii; Plafonul pictat de Al. Goltz, în culori pastelate, reprezintă alegorii paradisiace, fiind ilustrat cu nimfe și îngeri și încadrat în stucatura rococo; Candelabrul din cristal de Veneția cu 109 becuri.
În prezent, această clădire găzduiește și Opera Națională Română Iași.
Până în 2011 Naționalul din Iași își desfășoară activitatea în mai multe locații. Datorită lucrărilor de reconstrucție, spectacolele se desfășoară la Sala Teatru³ (Teatru la Cub), Sala Pod Pogor Fiul, Sala Studio Teofil Vâlcu și Sala Uzina cu Teatru.

## Trupa Teatrului Național
Trupa este alcătuită din 36 de actori, 2 regizori și 2 scenografi alături de compartimentele manageriale, administrative și tehnice, și de alți numeroși colaboratori și invitați pe proiect teatral. Numărul premierelor pe stagiune variază (8-10 titluri), lor adaugându-li-se reluările spectacolelor de succes.
Repertoriul, alcătuit pe baza valorii artistice a textelor propuse, pe baza criteriilor de utilizare a trupei, în urma ofertelor regizorale și a testelor de piață, cuprinde piese din dramaturgia clasică și universală, urmărind în aceeași măsură și promovarea noii dramaturgii românești.
Astfel, echilibrul unui asemenea repertoriu relevă orientarea pluridirecțională a mesajului cultural care nu mai este apanajul exclusiv al unui cadru formal, ci creează modalități tot mai diverse de contact public. Naționalul ieșean tinde către un asemenea limbaj modern care să satisfacă exigențe din cele mai diverse.
Directorul general al Teatrului Național din Iași este regizorul Cristian-Valeriu Hadji-Culea.

## Directori
- Costache Negruzzi, Mihail Kogălniceanu, Vasile Alecsandri (1840)
- Costache Caragiale (ianuarie 1841 – 1842)
- baroneasa Frisch (1 septembrie 1842 – 1844)
- Alexandru Sturdza (1844 – 1845) – numit oficial într-un act din noiembrie 1843
- vornicul Tudorache Ghica (1845 – începutul stagiunii 1846)
- N. Șuțu și comisul Matei Millo (1846–1848)
- Matei Millo (1848–1853)
- căminarul Petre Steriade (1853–1854)
- Vasile Alecsandri (1854–1855)
- spătarul Dimitrie Cracti și actorul Nicolae Luchian (1855–1856)
- Nicolae Luchian (1856–1858)
- Alecu Fotino și Mihail Galino (1858–1861)
- nu e numit director, conducerea girată de regizorul de scenă  (1861–1862)
- Costache Bălănescu (1862–1865)
- Nicolae Luchian (7 iunie 1865 – 1867)
- Theodor Aslan (1868–1870)
- Nicolae Luchian (1870–1871)
- Theodor Aslan (1871–1876)
- Constantin Constantiniu (1876–1879)
- Comitetul Teatral (1879–1910)
  - Constantin B. Pennescu (1900–1904) – președinte
- Mihail Sadoveanu (1 aprilie 1910 – 1919)
- Mihai Codreanu (februarie 1919 – 1924)
- Constantin B. Pennescu (1924–1928)
- Mihai Codreanu (ianuarie – noiembrie 1928)
- Iorgu Iordan (20 noiembrie 1928 – 1 iulie 1930)
- Ionel Teodoreanu (1 august 1930 – decembrie 1933)
- George Topârceanu (decembrie 1933 – februarie 1934)
- Emil Serghie (martie 1934 – 1937)
- Sandu Teleajen (1937–1939)
- Andrei Oțetea (1 iulie 1939 – 18 iulie 1940)
- Ion Sava (17 august – 5 octombrie 1940)
- Grigore Gr. Scorpan (6 septembrie 1940 – 11 februarie 1941)
- Aurel Ghițescu (martie–aprilie 1941)
- Andrei Oțetea (8 mai 1941 – 6/7 august 1942)
- Dimitrie Iov (1942–1944)
- Miluță Gheorghiu (septembrie–octombrie 1944)
- Ștefan G. Boțoiu (noiembrie 1944 – aprilie 1945)
- Iorgu Iordan (aprilie–august 1945)
- Andrei Oțetea (decembrie 1945 – 4 iunie 1946)
- N.I. Popa (septembrie 1946 – mai 1947)
- Marin Iorda (septembrie 1947 – septembrie 1948)
- Ion Diacu-Xenofon (1948–1949)
- Alexandru Șahighian (1949–1952)
- Constantin Sincu (1952–1954)
- Traian Ghițescu (1954–1956)
- Ion Goia (1956–1959)
- Ilie Grămadă (1960–1969)
- Corneliu Sturzu (1969–1973)
- Teofil Vâlcu (1973–1979)
- Mircea Radu Iacoban (1979–1990)
- Mihai Ursachi (1990–1992)
- Val Condurache (1992–1994)
- Andi Andrieș (1994–1996)
- Ioan Holban (1996 – martie 2006)
- Cristian Hadji-Culea (din august 2006)

## Imagini

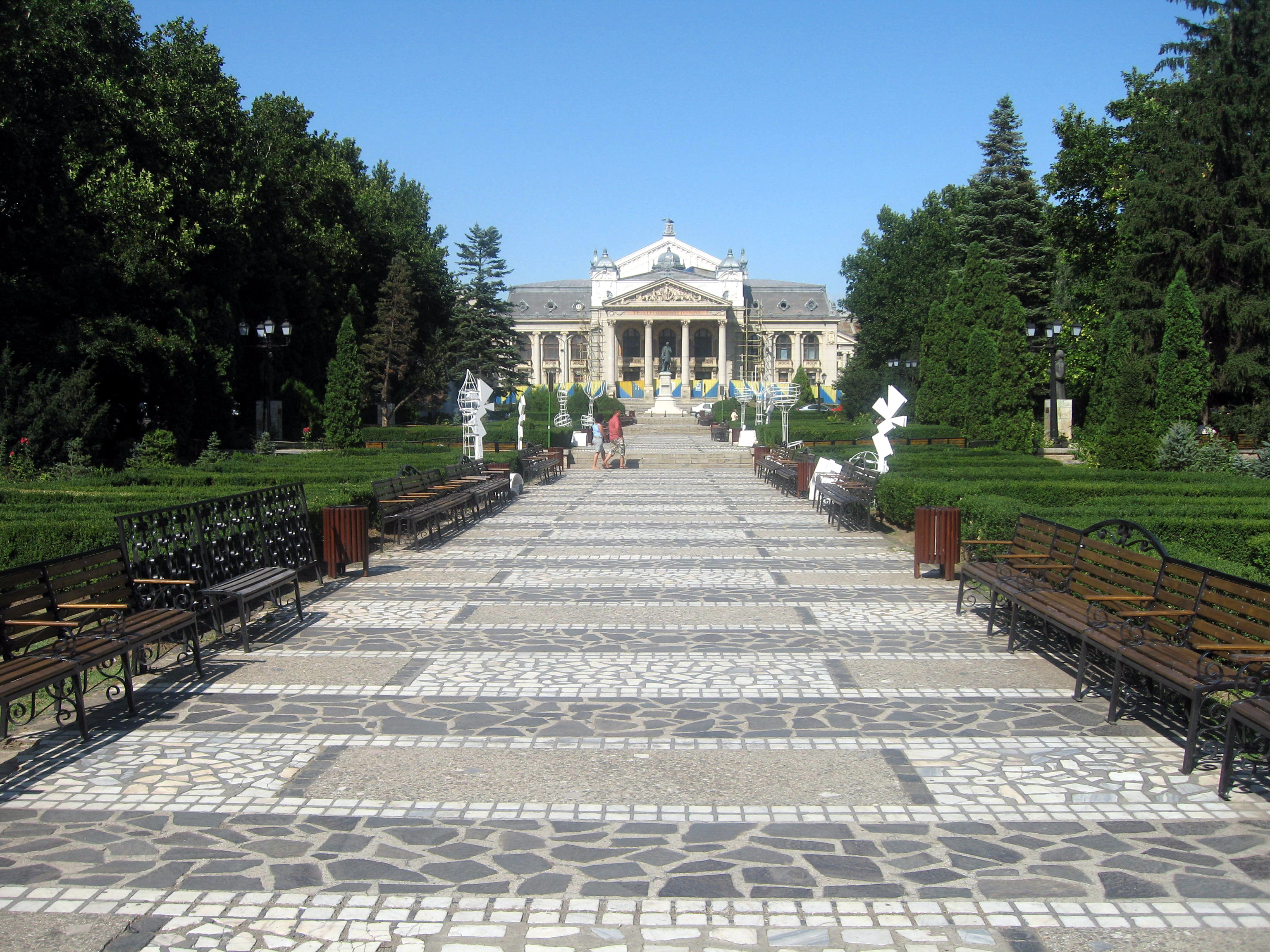
Teatrul Național din Iași văzut dinspre Catedrala Mitropolitană
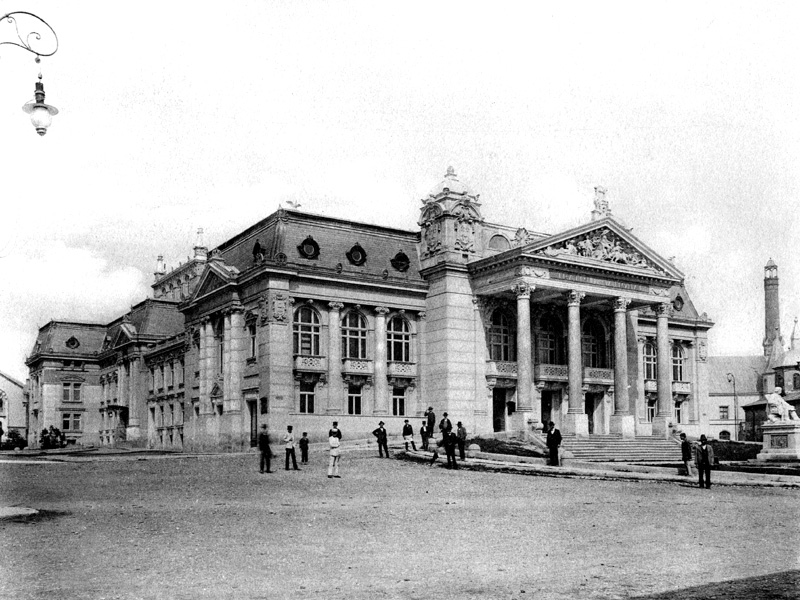
Teatrul Național „Vasile Alecsandri“ din Iași în anul 1901
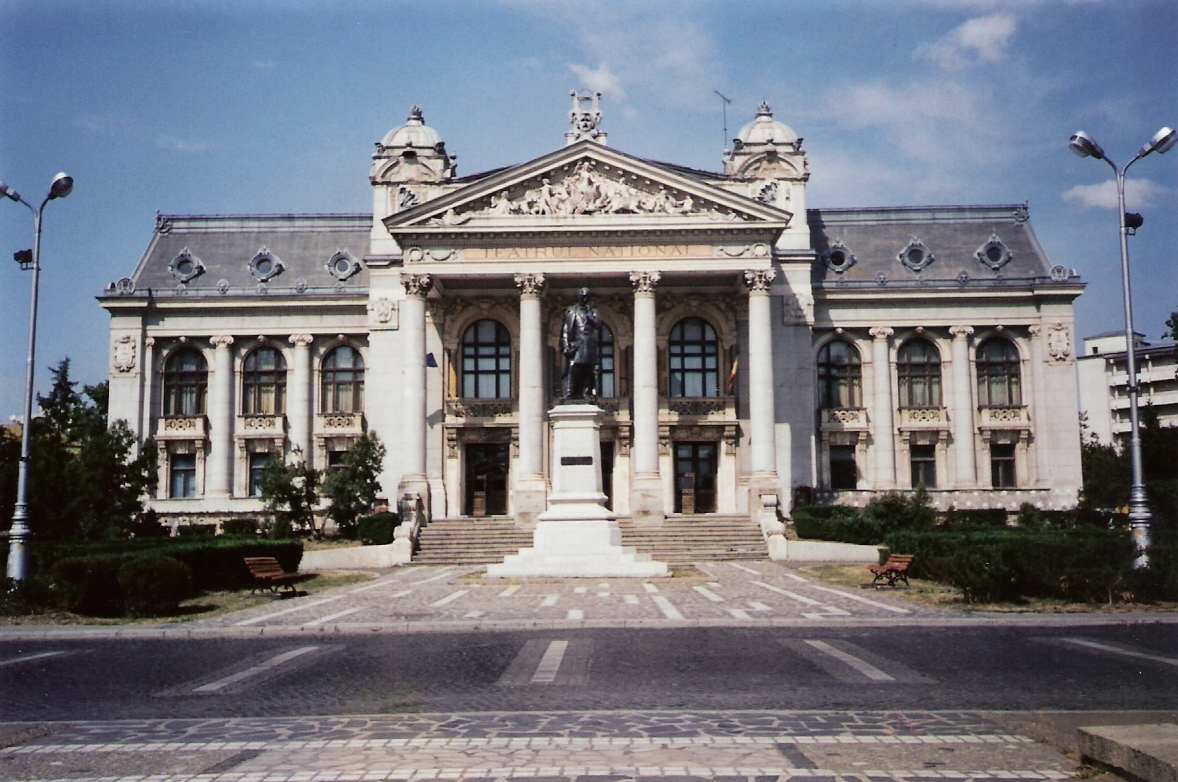
Teatrul Național din Iași